# Boracyt
Boracyt – minerał z gromady boranów, należy do grupy minerałów rzadkich.
Nazwa wywodzi się od pierwiastka boru.

## Charakterystyka

### Właściwości
Występuje w złożach w postaci dobrze wykształconych kryształów najczęściej wrosłych, wielościennych o pokroju izomertrycznym – mają postać dwunastościanów, sześcianów lub czworościanów także ich kombinacji. Tworzy formy bulwiaste i gruzłowate, występuje w skupieniach zbitych, groniastych, masywnych czasami włóknistych. Jest kruchy, przezroczysty lub przeświecający. Rombowa, włóknista odmiana nazywana jest strassfurtytem. Wykazuje wyraźne własności piezoelektyczne i piroelektryczne.

### Występowanie
Razem z halitem, karnalitem i sylwinem wydobywany ze złóż soli potasowych. Zazwyczaj tworzy kryształy wrosłe w anhydrytach i gipsach. Powstaje w klimacie suchym i gorącym (skutek odparowania silnie zmineralizowanych wód jezior i płytkich mórz).
Miejsca występowania:
- Na świecie: Niemcy – pięknie wykształcone kryształy (przezroczyste, jasnoniebieskie), Wielka Brytania, Francja, USA, Kanada, Boliwia.

- W Polsce: znaleziony w kopalni soli w Inowrocławiu, Kłodawie (na Kujawach)[1] – pojawia się tam w postaci białozielonych buł.

### Zastosowanie
- źródło otrzymywania boru,
- surowiec do produkcji m.in. kwasu borowego,
- ma znaczenie kolekcjonerskie,
- sporadycznie wykorzystywany w jubilerstwie (szlif fasetkowy).